# Breaker (Band)
Breaker ist eine US-amerikanische Power-Metal-Band aus Cleveland, Ohio, die im Jahr 1982 gegründet wurde.

## Geschichte
Gegründet wurde die Band 1982. Damals kamen die Musiker zweier lokaler Bands bei einer Veranstaltungsteilnahme miteinander ins Gespräch und entdeckten Gemeinsamkeiten, die sie zusammenführten. Aus der einen kamen Gitarrist Don Depew sowie die Brüder Michael Klein (Gitarre) und Mark Klein (Schlagzeug), aus der anderen Jim Hamar (Gesang) und der Bassist Ian Shipley. Die neue Formation hat sich nach dem gleichnamigen Song der deutschen Metal-Band Accept benannt. Die erste Veröffentlichung war 1984 die selbstfinanzierte Single Blood Money. Die Version des Liedes sollte sich von der späteren auf dem Debütalbum unterscheiden. Da eine Clubtour alleine hätte organisiert und finanziert werden müssen, konnte sie nicht durchgeführt werden. Ihr Förderer Bill Peters half auf anderem Wege, indem er den Cleveland-Metal-Sampler herausgab, auf dem dann gleich zwei Stücke von Breaker, 10 Seconds In und Walking the Wire (sonst unveröffentlicht), vertreten waren. Außerdem gründete er Auburn Records. Dort erschien 1987 das erste Album Get Tough! auf Vinyl und MC. Bis dahin war viel Zeit verstrichen, was an Jim Hamar lag, der wankelmütig war, das heißt, an seiner Berufung zum Sänger zweifelte. Hamar hatte zudem im Juli 1987 die Band kurzzeitig verlassen, was die Arbeiten an Get Tough! verzögert hatte. Nach der Fertigstellung bat man Hamar zu gehen, um in Zukunft flüssiger arbeiten zu können. Verschiedene Sänger wurden nun angetestet, doch mit niemandem klappte es, so dass man Hamar, drei Jahre nach seinem Ausscheiden, zurückholte. 1992, während der Aufnahmen zum zweiten Album mit dem Arbeitstitel Engines of Disaster, fühlte sich Hamar erneut nicht in der Lage seinen Job zu erfüllen. Die Aufnahmen wurden daraufhin abgebrochen und die Band auf Eis gelegt. Das einzige Album wurde 2003 als Doppel-CD (die zusätzliche CD heißt Get Tougher!) wiederveröffentlicht.
Don Depew trat der Band Cobra Verde bei. Des Weiteren gründete er mit den Klein-Brüdern ein Studio ohne stilistische Einschränkung. Depew machte somit hauptberuflich Musik und bewältigte die Hauptaufgaben im Studio. Einerseits bedauerte Mark Klein, dass er selbst nicht so aktiv sein konnte, andererseits musste er sich um private Dinge kümmern.
1999 kramten die Musiker in ihren Tapes, weil Peters an der erwähnten Wiederveröffentlichung plus Bonus-Material arbeitete. Bei dieser Gelegenheit jamten sie und es entstand die Coverversion des Accept-Liedes Breaker. Keiner wollte angesichts dieses Glücksgefühls auf die aufwändige Wiederveröffentlichung warten, weshalb man sich entschloss eine EP mit dem Namen Accept auf den Markt zu bringen. Die Band bestand aus Depew, dem Geschwisterpaar Klein, Jim Hamar und Brook Hodges statt Ian Shipley am Bass. In dieser Besetzung spielte man im selben Jahr im Vorprogramm der Michael Schenker Group und im Folgejahr auf dem Wacken Open Air.
In den kommenden Jahren konnte die Band zahlreiche Konzerte für Acts wie z. B. Metallica, Frank Marino, Girlschool oder Nazareth eröffnen. 2001 verließ der ursprüngliche Sänger Jim Hamar die Band und wurde durch Greg Wagner ersetzt. 2008 sollte Hamar für das Bang-Your-Head-Festival in Balingen wieder zur Band dazustoßen, konnte dies wegen stimmlicher Probleme jedoch nicht. Erst 2011 trat Breaker überraschend im Original-Line-Up als Vorband für Anvil auf. Im selben Jahr trat die Band zudem auf dem Keep It True auf. Hierfür kam Shaun Vanek als neuer Gitarrist zur Band. Vanek ersetzte Nick Giannakos, der durch sein Engagement bei seiner anderen Band Wretch verhindert war. Giannakos hatte wiederum zuvor Originalgitarrist Michael Klein ersetzt, der an einem Tinnitus litt. 2012 ist die Band sowohl zu ihrem eigenen als auch zu dem 30. Geburtstag der Metal On Metal-Radiosendung des Senders WJCU 88,7 FM als Headliner aufgetreten. Die Band hat es nie geschafft, über den Status einer Underground-Band hinauszukommen, trotz euphorischer Rezensionen. Ende 2012 bestätigte die Band weitere Konzerte, wobei Shok-Paris-Gitarrist Ken Erb für Michael Klein spielte.

## Stil
Matthias Herr bezeichnete die Band in seinem Heavy-Metal-Lexikon als Power-Metal-Band. Auch Jens Häfner schrieb in US Metal Vol. 2, das Debütalbum sei „ausgereifter Power Metal mit hervorragenden Melodien“. Oliver Thöns vom Metal Hammer/Crash fand das Album sei „eine der besten Power-Metal Scheiben der letzten Monate“. Hagars Stimme sei hervorragend und erinnere an Geoff Tate. Die Gitarrenarbeit sei treibend und die Lieder von zahlreichen Tempowechseln durchsetzt. Für The Metal Observer klingt die Band „sehr gitarrenorientiert und melodisch“. Die markante Stimme von Jim Hamar hebe sich hervor. Auf vampster.com ist von „intensiven, atmenden Songs“ die Rede. Dabei keimten NWoBHM-Erinnerungen auf. Die Band selbst gab an, anfangs von UFO, Scorpions und Judas Priest beeinflusst worden zu sein.

## Diskografie

### Alben
- 1987: Get Tough! (Vinyl/MC, Auburn Records)
- 2003: Get Tough! (CD, Auburn Records)
- 2004: Coffee Breaker Concert (live, Auburn Records)

### Singles und EPs
- 1983: Blood Money/Afraid of the Dark (Breaker Music)
- 1999: Accept (Auburn Records)

### Sampler/Kompilationen
- 2000: Turn up the Fun (Cleveland Metal Concert Sampler) (Auburn Records)
- 2008: Peace Love Death (Auburn Records)